# ایستگاه المنصوره
ایستگاه المنصوره ایستگاه پایانهٔ شرقی فعلی در خط سبز متروی دوحه است. این ایستگاه که به منطقهٔ المنصوره و منطقهٔ نجمه خدمات‌رسانی می‌کند، در خیابان المنصوره در منطقه فریج بن درهم، درست در شمال خط مرزی شمالی المنصوره واقع شده‌است.
خط اتوبوس مترولینک ۱۱۵ از ایستگاه المنصوره عبور می‌کند. امکانات موجود در محل شامل سرویس بهداشتی و نمازخانه است.

## تاریخچه
این ایستگاه در ۱۰ دسامبر ۲۰۱۹ به‌همراه سایر ایستگاه‌های خط سبز به روی عموم باز شد.

## خدمات حمل و نقل
اتوبوس‌های خطوط ۱۰، ۱۲ و ۷۵۷ به این ایستگاه خدمات‌رسانی می‌کنند و خط مترولینک ۱۱۵ نیز از این ایستگاه عبور می‌کند.